# Cấu trúc sao

Sơ đồ mặt cắt của mặt trời

Các ngôi sao có khối lượng và tuổi khác nhau thì có cấu trúc bên trong khác nhau. Các mô hình cấu trúc sao mô tả cấu trúc bên trong của một ngôi sao một cách chi tiết và đưa ra dự đoán chi tiết về độ sáng, màu sắc và sự tiến hóa trong tương lai của ngôi sao.

## Truyền năng lượng

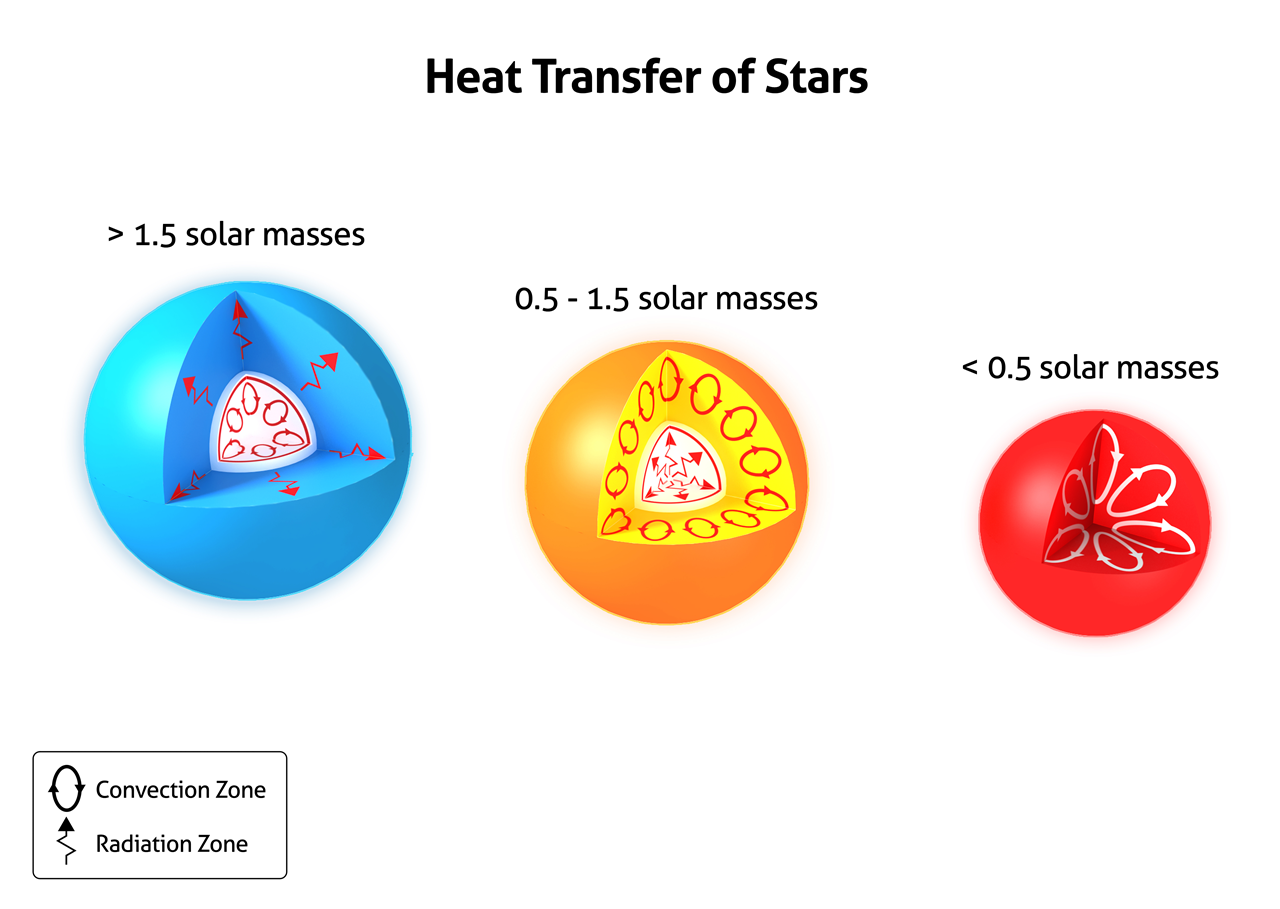
Các cơ chế truyền khác nhau của sao khối lượng thấp, khối lượng trung bình và khối lượng lớn.

Các lớp khác nhau của ngôi sao truyền nhiệt nóng lên và ra bề mặt theo những cách khác nhau, chủ yếu là đối lưu và truyền bức xạ, nhưng sự dẫn nhiệt rất quan trọng đối với sao lùn trắng.
Sự đối lưu là phương thức truyền năng lượng chiếm ưu thế khi gradient nhiệt độ đủ dốc để một khối chất khí trong ngôi sao tiếp tục tăng nếu nó nổi lên một cách dễ dàng thông qua quá trình đoạn nhiệt. Trong trường hợp này, khối chất khí đang nổi lên và tiếp tục tăng nếu nó ấm hơn khí xung quanh; nếu khối chất khí là mát hơn khí xung quanh, nó sẽ rơi trở lại độ cao ban đầu của nó. Ở các vùng có độ dốc nhiệt độ thấp và độ mờ đục đủ thấp để cho phép vận chuyển năng lượng qua bức xạ, bức xạ là phương thức chủ đạo trong vận chuyển năng lượng.
Cấu trúc bên trong của một dãy sao chính phụ thuộc vào khối lượng của ngôi sao.
Trong các ngôi sao có khối lượng từ 0,3-1,5 khối lượng mặt trời (M☉), bao gồm mặt trời, phản ứng hydro với heli xảy ra chủ yếu qua chuỗi proton-proton, không tạo ra gradient nhiệt độ dốc đứng. Do đó, bức xạ chiếm phần lớn trong các ngôi sao khối lượng mặt trời. Phần bên ngoài của các ngôi sao khối lượng mặt trời là đủ mát để hydrogen là trung tính và do đó đục với các photon cực tím, do đó sự đối lưu thống trị. Do đó, các ngôi sao khối lượng mặt trời có lõi bức xạ với các khối chất lưu được vận chuyển ở phần bên ngoài của ngôi sao.
Trong các ngôi sao khổng lồ (lớn hơn khoảng 1,5 M☉), nhiệt độ lõi là trên khoảng 1.8×107 K, do đó quá trình tổng hợp hydro thành heli xảy ra chủ yếu qua chu trình CNO. Trong chu trình CNO, tỷ lệ phát sinh năng lượng tăng lên theo lũy thừa bậc 15 của nhiệt độ, trong khi tỷ lệ này với chuỗi proton-proton chỉ tăng theo lũy thừa bậc 4. Do độ nhạy nhiệt độ mạnh mẽ của chu trình CNO, gradient nhiệt độ ở phần bên trong của ngôi sao đủ sâu để làm cho lõi đối lưu. Ở phần bên ngoài của ngôi sao, gradient nhiệt độ là thấp hơn, nhưng nhiệt độ đủ cao để hydro gần như bị ion hoá hoàn toàn, vì vậy ngôi sao vẫn còn trong suốt với bức xạ cực tím. Như vậy, các ngôi sao khổng lồ có một lớp ngoài bức xạ.
Các dãy sao có khối lượng thấp nhất không có vùng bức xạ; cơ chế vận chuyển năng lượng chiếm ưu thế trên toàn sao là sự đối lưu.

## Các công thức cấu tạo sao
Mô hình cấu trúc sao thường sử dụng đơn giản nhất là mô hình quasi-static đối xứng hình cầu, giả định rằng một ngôi sao đang ở trạng thái ổn định và nó đối xứng hình cầu. Nó bao gồm bốn phương trình vi phân thứ nhất căn bản thứ nhất: hai đại diện cho vật chất và áp suất khác nhau như thế nào với bán kính; hai biểu thị nhiệt độ và độ sáng thay đổi theo bán kính
{\displaystyle {{\mbox{d}}P \over {\mbox{d}}r}=-{Gm\rho  \over r^{2}},}
{\displaystyle {{\mbox{d}}m \over {\mbox{d}}r}=4\pi r^{2}\rho ,}
{\displaystyle {{\mbox{d}}l \over {\mbox{d}}r}=4\pi r^{2}\rho (\epsilon -\epsilon _{\nu }),}
{\displaystyle {{\mbox{d}}T \over {\mbox{d}}r}=-{1 \over k}{l \over 4\pi r^{2}},}
{\displaystyle {{\mbox{d}}T \over {\mbox{d}}r}=-{3\kappa \rho l \over 64\pi r^{2}\sigma T^{3}},}
{\displaystyle {{\mbox{d}}T \over {\mbox{d}}r}=\left(1-{1 \over \gamma }\right){T \over P}{{\mbox{d}}P \over {\mbox{d}}r},}